# Stimmloser labiovelarer Frikativ
Der stimmlose labiovelare Frikativ (ein stimmloser, labial-velarer Reibelaut) hat in verschiedenen Sprachen folgende lautliche und orthographische Realisierungen:
Realisierung in verschiedenen Sprachen:
- Slowenisch [⁠ʍ⁠]: V, v im Anlaut vor stimmlosen Konsonanten, z. B. in vprašanje („Frage“)
- Englisch [⁠ʍ⁠]: Wh, wh (wird gegenwärtig u. a. in schottischen und einigen südlichen und westlichen amerikanischen Dialekten vom einfachen w [ w ] geschieden)